# Death Race 2000
Death Race 2000 (bra: Corrida da Morte - Ano 2000; prt: A Corrida da Morte do Ano 2000) é um filme de ação de 1975, estrelado por David Carradine, Simone Griffeth, Sylvester Stallone, Mary Woronov, Roberta Collins, Martin Kove, Louisa Moritz e Don Steele.

## Sinopse
Nos Estados Unidos do futuro, regidos por um governo totalitário e fascista, o esporte nacional é uma corrida transcontinental na qual um dos quesitos mais importantes para apontar o vencedor é o número de pessoas que cada piloto conseguiu atropelar pelo caminho. O grande herói desse esporte é Frankenstein (David Carradine), um piloto supostamente reconstruído ciberneticamente após sucessivos desastres automobilísticos. Enquanto pilota velozmente numa nova edição da corrida, Frankenstein precisa ficar de olho não apenas nos seus violentos rivais, mas também nos frequentes atentados provocados por um grupo rebelde que intenciona derrubar o governo, sabotando o seu esporte oficial.

## Elenco
- David Carradine como Frankenstein
- Martin Kove como Nero
- Mary Woronov como Calamity Jane
- Roberta Collins como Matilda - the Hun
- Simone Griffeth como Annie Smith
- Sylvester Stallone como Joe "Machine Gun" Viterbo
- Bill Morey como Deacon